# アウリス
アウリス（古希: Αὐλίς, Aulis）は、古代ギリシアの都市である。中央ギリシアのボイオティア地方東部の海岸部、エウボイア島と向かい合ったエウリポン海峡にあった港町で、近隣にバテュス・リメン港とヒュリアがあった。また古代ローマの歴史家リウィウスはカルキスから4.8キロ離れた位置にあったと述べている。アウリスは独立した都市国家に発展することはなく、紀元前378年までテーバイに属し、それ以降はタナグラに属していた。

## 歴史
古代ギリシアおよびローマ時代の多くの文献によると、アウリスはトロイアに遠征するギリシア艦隊が集結した場所とされている。古くから岩の多い土地柄として知られ、ホメロスはΑὐλὶς πετρήεσσαと呼び、ストラボンはπετρῶδες χωρίονと呼んだ。アウリスの地名については、パウサニアスはオギュゴスの娘アウリスに由来すると述べている。
ホメロスの叙事詩『イリアス』はアウリスで起きた不思議な出来事について語っている。ギリシアの武将たちがプラタナスの木陰で犠牲を捧げていると、祭壇の下から不気味な大蛇が現れて木に登り、9羽のスズメの母鳥と雛を食らい尽くしたのちに石と化した。予言者カルカスはこれを神が報せた前兆と見なし、9年の間トロイアで戦ったのち10年目に勝利するだろうと解釈した。後代の伝説によると彼らは女神アルテミスの神意によって出航することができず、アウリスに足止めされた。これは総司令官であるミュケーナイ王アガメムノンが神聖な森でアルテミスの鹿を殺し、アルテミスより優れた狩人であると自慢したことが原因であり、怒ったアルテミスはアガメムノンを罰するため、風を止めてギリシア艦隊の出発を妨げた。アガメムノンは長女のイピゲネイアを犠牲にすることによってアルテミスの怒りをといた後に、ようやく出航することができた。アウリスの伝承によると、イピゲネイアを犠牲にしようとしたことで順風が吹いたため、武将たちは雄雌を問わず彼らが所有している獣を何でもアルテミスに捧げたので、それ以来アウリスではどんな種類の獣も犠牲に適したものと見なすことが慣例になった伝えられている。ストラボンはアウリスの港が50隻の船しか収容できなかったため、トロイアに遠征したギリシア艦隊は近隣のより大きな港に集まっていたに違いないと考えている。
アウリスの地はミュケーナイ時代から広範囲に人が住んでいた。歴史時代のアウリスはアルテミス信仰の地として知られ、アルテミス・アウリディアの聖域は古典期からローマ時代にかけて繁栄した。
紀元前396年、スパルタ王アゲシラオス2世はアガメムノンを真似てアウリスから小アジアに航海したが、その出航前夜にテーバイが介入し、アゲシラオス2世をボイオティア地方から追い出した。この出来事はアゲシラオス2世のテーバイに対する憎悪の原因と見なされており、スパルタがレウクトラの戦いでテーバイのエパメイノンダスに決定的な敗北を喫するまでの25年間、両国の関係に大きな影響を与えた。
アルテミスの聖域が古くから継続していたことは、前5世紀のアルテミス神殿の下から幾何学時代（前10世紀-8世紀）の建築物が発見されたことによって証明されている。ヘレニズム時代に神殿にプロナオス（前室）が追加され、さらに南に複合的な工房と宿泊施設が建設された。また帝政ローマ期には神殿が修復されている。奉納品の多さはアウリスのアルテミス信仰の繁栄を物語っているが、パウサニアスの時代には人口はわずかになっており、住民は陶器づくりで生計を立てていた。アルテミス神殿はパウサニアスが訪れたときもまだ建っており、白い大理石の女神像と、ホメロスが言及したものと同じものと伝えられるプラタナスの古木の生きている部分が保存されていた。

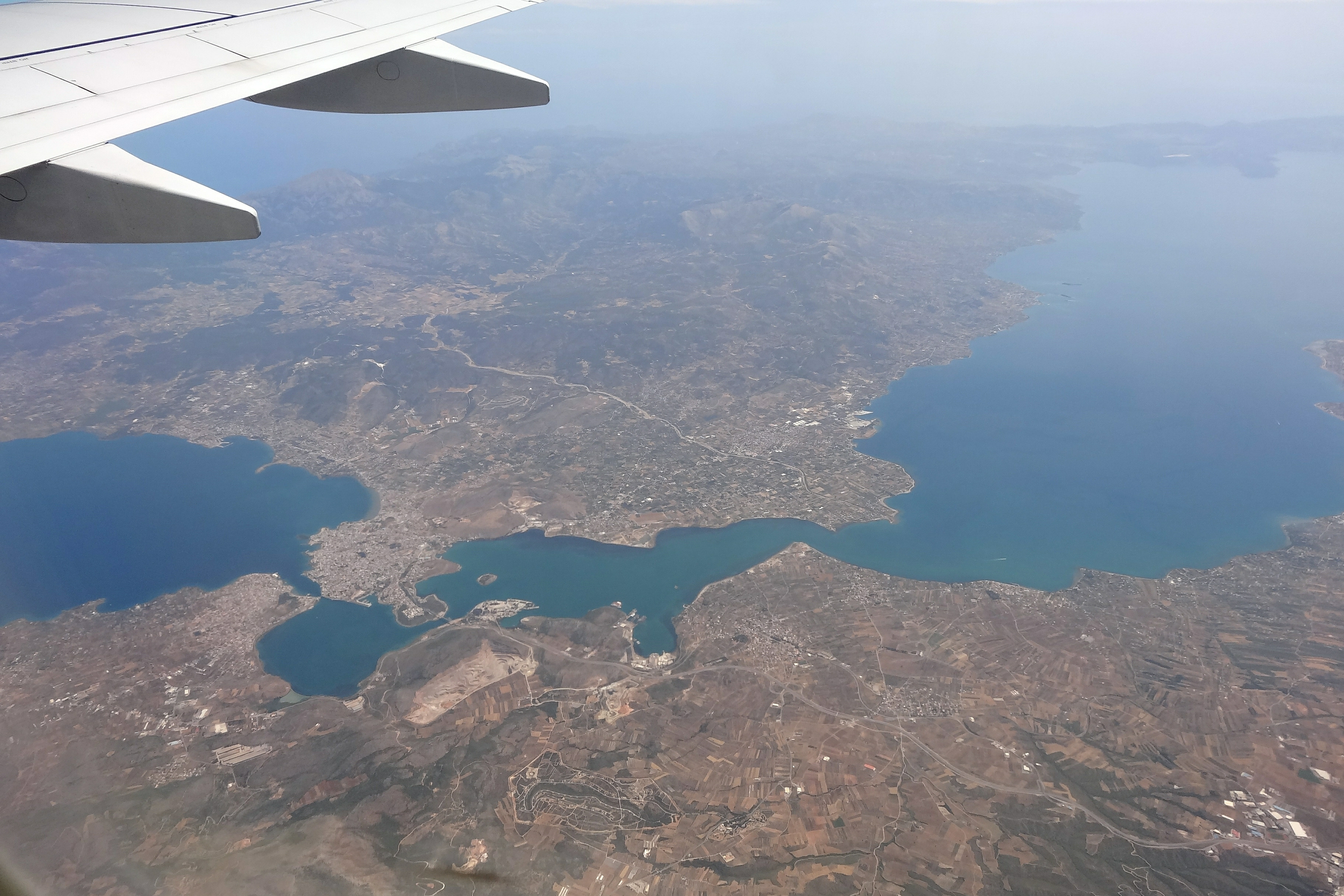
現在のエウリポン海峡。画面中央左のエヴィア島側にハルキス、画面中央右の本土側にアウリダ。

現在、アウリスはアヴリダの名で呼ばれており、ヴィオティア県ではなく海峡を越えてエヴィア県に属している。古代のアウリスの遺跡はアウリダの北、ハルキスにより近い場所に位置している。

## 考古学
考古学的な発掘調査は最初に1928年に行われたのち、イオアンニス・トレプシアディスによって1954年に、続いて1956年から1961年にかけて考古学協会の支援を受けて体系的に行われた。発掘調査で発見された出土品はティーヴァ考古学博物館に収蔵されている。